# Exercício com o peso corporal

Barras fixas são um exercício comum de peso corporal

Exercícios com o peso corporal são exercícios de treinamento de força que usam o próprio peso do indivíduo para proporcionar resistência contra a gravidade. Os exercícios com peso corporal podem aprimorar uma variedade de habilidades biomotoras, incluindo força, potência, resistência, velocidade, flexibilidade, coordenação e equilíbrio. Esse tipo de treinamento de força tem crescido em popularidade para atletas recreativos e profissionais.  O treinamento com o peso corporal utiliza habilidades simples, como empurrar, puxar, agachar, girar e equilibrar.  Movimentos como flexões, barras fixas e abdominais são alguns dos exercícios de peso corporal mais comuns.

## Vantagens

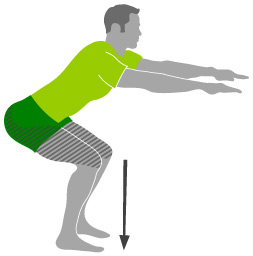
Um exercício de agachamento com peso corporal requer pouco espaço e nenhum equipamento. Devido à sua amplitude de movimento, os agachamentos são frequentemente considerados um dos exercícios mais eficazes para melhorar a força e a resistência.

Embora alguns exercícios possam exigir algum tipo de equipamento, a maioria dos exercícios com o peso corporal não exigem nenhum. Para os exercícios que requerem equipamento, itens comuns encontrados na casa geralmente são suficientes (como uma toalha de banho ou um cabo de vassoura) ou os substitutos geralmente podem ser improvisados (por exemplo, usando um galho de árvore horizontal para realizar barra fixa). Portanto, exercícios com peso corporal são convenientes quando se viaja ou está em férias, e quando o acesso a uma academia ou equipamento especializado pode não ser possível. Outra vantagem do treinamento com o peso corporal é que não há custos envolvidos.

## Desvantagens
Como os exercícios de peso corporal usam o próprio peso do indivíduo para fornecer resistência ao movimento, o peso levantado nunca é maior que o peso do próprio corpo. Outra desvantagem é que o treinamento com o peso corporal pode ser assustador para iniciantes e visto como muito fácil para atletas experientes. As mulheres, em geral, também acham mais difícil fazer exercícios com o peso corporal que envolvam força na parte superior do corpo e podem ser desencorajadas a realizar esses exercícios em seus programas de condicionamento físico.

## Exercício de peso corporal para idosos
Foi demonstrado que alguns exercícios com peso corporal beneficiam não apenas os jovens, mas também os idosos. Os idosos que realizam exercícios com peso corporal se beneficiam do aumento da massa muscular, da mobilidade, do aumento da densidade óssea, da diminuição da depressão e da melhora dos hábitos de sono. Acredita-se também que o treinamento com peso corporal possa ajudar a diminuir ou até mesmo prevenir o declínio cognitivo à medida que as pessoas envelhecem. Além disso, o aumento do risco de quedas observado em idosos pode ser mitigado pelo treinamento com o peso corporal. Exercícios focados nas pernas e no abdômen, como agachamentos, afundos e crunches, são recomendados para aumentar a força das pernas e do core, ao fazê-lo, reduzir o risco de queda. Esses exercícios de peso corporal fornecem movimento multidirecional que imita as atividades diárias e, portanto, podem ser preferíveis ao uso de aparelhos de musculação.